# Cross (zespół muzyczny)
Cross – polski zespół hard rockowy, powstały pod koniec 1980 roku we Wrocławiu i działający do 1983 roku.

## Historia
W skład grupy wchodzili: Krzysztof Cugowski (eks-Art Flash; śpiew), Krzysztof Mandziara (gitara elektryczna), Roman Tarnawski (gitara basowa) i Ireneusz Nowacki (eks-Art Flash; perkusja). Założycielami zespołu byli Cugowski i Nowacki. Cross grał hard rocka z domieszką bluesa, który wyprzedzał stylowo i brzmieniowo ówczesne ugrzecznione kanony muzyki pop dominujące w piosenkarskim światku końca lat 70. 

Zespół koncertował w całym kraju w tym na dużych festiwalach, takich jak Rock na Wyspie i Rockowisko oraz nagrał dwa programy telewizyjne z cyklu: Nowe płyty Polskich Nagrań: Krzysztof Cugowski i Cross (data emisji: 10 sierpnia 1982) i Gwiazdy, Gwiazdki, Gwiazdeczki: Krzysztof Cugowski i Cross (data emisji: 1983, koncert grupy Cross zarejestrowany w Piwnicy Świdnickiej – scenariusz i reżyseria Jacek Wenzel). W 1983 roku po trzech latach działalności został rozwiązany. W 1984 roku nakładem Pronitu ukazał się album pt. Podwójna twarz zrealizowany z gościnnym udziałem koncertującego z Crossem pianisty Wojciecha Jaworskiego. Krążek został nagrany pod koniec 1981 roku w studiu Polskich Nagrań w Warszawie z wyjątkiem utworów Okna zamknięte na głucho i Po zmęczonych schodach w dół, które zostały zarejestrowane w maju 1982 roku w Polskim Radiu w Warszawie i dołączone do listy utworów zawartych na longplayu (ponadto przed majową, warszawską sesją radiową, formacja nagrała w Polskim Radiu Wrocław nowe wersje kilku utworów, które zostały zarejestrowane wcześniej w Polskich Nagraniach). Autorami kompozycji byli Cugowski, Mandziara i Romuald Lipko. Jednakże stan wojenny pokrzyżował plany wydawnicze i koncertowe grupy. Po rozpadzie zespołu Cugowski powrócił do Budki Suflera, zabierając ze sobą Mandziarę.

W 1993 Podwójna twarz została wydana na płycie kompaktowej przez TA Music i na kasecie magnetofonowej wydawnictwa New Abra. W 2001 roku Cross (w składzie: Cugowski, Mandziara, Nowacki, Jaworski i Mietek Jurecki w zastępstwie Tarnawskiego, który wyjechał z kraju) reaktywował się jednorazowo z myślą o wzięciu udziału w koncercie Recydywa i goście, który odbył się 12 grudnia we wrocławskim Pubie Columbus. Pod koniec 2006 roku powstał zespół CrossRecydywa, nawiązujący zarówno do Crossu, jak i Recydywy, zespołów w których grali wcześniej Nowacki i Mandziara. Obydwaj muzycy zaprosili do współpracy Pawła "Muzzy" Mikosza (śpiew, gitara basowa). Pod koniec kwietnia 2007 roku w wyniku nieporozumień odszedł Krzysztof Mandziara, co położyło kres istnieniu grupy.
W prywatnych zbiorach bywalców koncertów grupy w latach 80. znajdują się kasety magnetofonowe z zarejestrowanymi występami Crossu. W internecie pojawiły się nagrania z wrocławskiego festiwalu Rock na Wyspie we Wrocławiu (20.08.1981), koncert zarejestrowany w 1982 roku w Kinie Przyjaźń w Szczecinku oraz występ Crossu na festiwalu Rockowisko w Łodzi. W repertuarze pierwszej kasety znajduje się pięć piosenek Budki Suflera (Sen o dolinie, Lubię ten stary obraz, Z dalekich wypraw, Pieśń niepokorna, Cień wielkiej góry), dwa autorskie utwory formacji (Kiedy już pójdziesz do domu, Pulsujący bar – I'm on the run), solowa piosenka Cugowskiego (Pocztówka do Londynu) i cover z repertuaru ZZ Top (Tush). Zaś druga i trzecie nagranie to praktycznie cały repertuar z jedynego longplaya formacji pt. Podwójna twarz – w pierwszym przypadku uzupełnione o covery z przewagą utworów ZZ Top w tym jedna piosenka Elvisa Presleya (Jailhouse Rock), która została zagrana także podczas koncertu na festiwalu Rockowisko.

## Dyskografia

### Albumy
- Podwójna twarz (LP Pronit, 1984)[12]
- Podwójna twarz (CD TA Music; inna okładka + nagranie radiowe Crossu pt. Zjawy i dwa bonusy z płyty K. Cugowskiego Wokół cisza trwa – taki sam zestaw znajduje się na kasecie (MC) wydawnictwa New Abra, 1993)[12]
- Podwójna twarz (CD GAD Records, 2023) – reedycja płyty zawierająca trzy utwory dodatkowe, a mianowicie nagrane w grudniu 1982 roku trzy nagrania radiowe: Zjawy, Wolę być sam, Trzeci peron[2]

### Nagrania radiowe
- Polskie Radio Wrocław (1982):?[1]
- Polskie Radio Warszawa (maj 1982): Po zmęczonych schodach w dół, Okna zamknięte na głucho[1]
- Polskie Radio Warszawa (3-6 grudnia 1982): Zjawy, Wolę być sam, Trzeci peron[2][1]

### Programy telewizyjne
- Nowe płyty Polskich Nagrań: Krzysztof Cugowski i Cross (1982)[8]
- Gwiazdy Gwiazdki, Gwiazdeczki: Krzysztof Cugowski i Cross[10][11] (1983)[9]